# Aztec West
Aztec West – dzielnica biurowa miasta Patchway, w South Gloucestershire, w Anglii. Zlokalizowana jest blisko autostrad M4 i M5 kilkanaście km na północ od Bristolu. Mieści się tu ponad 100 firm obsługujących głównie dominujący w okolicy przemysł lotniczy.